# Ella Joyce
Ella Joyce (Chicago, 12 de junho de 1954) é uma atriz estadunidense. Ela é mais conhecida por sua participação em Eu, a Patroa e as Crianças.